# 小行星3057
小行星3057（3057 Malaren）是一颗围绕太阳公转的小行星。1981年3月9日，愛德華·鮑威爾在可可尼诺县发现了此天体。
該小行星以瑞典東部的梅拉倫湖命名。
这颗小行星的绝对星等为122.66929等。